# Philippe Mahoux
Philippe Mahoux (Ciney, 26 juni 1944) is een Belgische politicus voor de PS.

## Levensloop
Als doctor in de geneeskunde aan de Université Catholique de Louvain en als specialist in de chirurgie in Louvain-la-Neuve werkte Mahoux van 1973 tot 1974 als buitenlands assistent in ziekenhuizen in Parijs. Vervolgens keerde hij in 1974 als chirurg terug naar zijn woonplaats Namen en werd later diensthoofd in de chirurgie in de kliniek Saint-Camille in Namen.
Ondertussen begon Mahoux zich ook te militeren binnen de PS en werd voorzitter van verschillende sociale associaties en culturele verenigingen. Van 1988 tot 1994 was hij de voorzitter van het Comité subrégional de l'Emploi van Namen. Van 1989 tot 1994 was hij eveneens van de Solidarité socialiste de voorzitter en sinds 1992 is hij de voorzitter van de Socialistische Mutualiteiten van Namen.
In januari 1990 begon hij aan zijn politieke loopbaan toen hij Jean Leclercq opgevolgde als provinciaal senator in de Belgische Senaat. Hij bleef dit tot in 1991 en vervolgens was hij van 1991 tot 1995 rechtstreeks gekozen senator voor het arrondissement Namen-Dinant-Philippeville. Tevens zetelde hij van 1991 tot 1995 in de Waalse Gewestraad en de Franse Gemeenschapsraad. Van januari 1994 tot juni 1995 was hij eveneens minister van Onderwijs en van het Audiovisuele in de Franse Gemeenschapsregering. Mahoux volgde daarmee Elio Di Rupo op, die toetrad tot de federale regering ter opvolging van de ontslagnemende Guy Coëme.
Bij de verkiezingen van 1995, waarbij de regionale parlementen voor het eerst rechtstreeks verkozen werden, besloot Mahoux om de Senaat te kiezen en was er van 1995 tot 1999 ondervoorzitter. In 1999, 2003 en 2007 werd hij als senator verkozen. In 2010 was dit echter niet het geval, maar hij bleef toch lid van de Belgische Senaat doordat zijn partij hem opviste als gecoöpteerd senator. In 2014 was hij kandidaat voor het Waals Parlement], maar raakte niet verkozen. Deze keer werd hij echter niet gecoöpteerd door zijn partij, het was Christophe Lacroix die gecoöpteerd werd. Nadat Lacroix in juli 2014 toetrad tot de Waalse Regering en ontslag nam als gecoöpteerd senator, werd Mahoux opnieuw door zijn partij gecoöpteerd in de Senaat. In juli 2017 nam Mahoux ontslag als senator toen Christophe Lacroix na een coalitiewissel uit de Waalse Regering verdween en terugkeerde naar de Senaat. In de Senaat is hij lid geweest van de commissie Sociale Zaken en die van Buitenlandse Zaken en van Justitie. In 1997 was hij eveneens de ondervoorzitter van de speciale Rwanda-commissie in de Belgische Senaat. Van 1999 tot mei 2014 en van juli 2014 tot juli 2017 was hij de voorzitter van de PS-fractie van de Senaat.
Van 1994 tot 2000 was hij eveneens gemeenteraadslid van Namen, waarna hij verhuisde naar Gesves. Bij de gemeenteraadsverkiezingen van oktober 2000 werd hij verkozen tot gemeenteraadslid van deze gemeente en werd er direct burgemeester. Het burgemeesterschap oefende hij uit tot aan de gemeenteraadsverkiezingen van 2006, waarna de PS in Gesves naar de oppositie verwezen werd. Hij bleef nog gemeenteraadslid van de gemeente tot in 2018 en was toen geen kandidaat meer.
Sinds 21 mei 2014 is hij eveneens commandeur in de Leopoldsorde.